# Port Royal (ciudad)
Port Royal (en criollo jamaicano: Puat Rayal) fue la sede del gobierno británico en Jamaica y la principal base pesquera y comercial de la isla durante el siglo XVII. En su época de esplendor también acogió a un gran número de piratas que atacaban las naves españolas, francesas y británicas.
Fue destruida por un gran terremoto, un tsunami y el hundimiento de la arena del suelo el 7 de junio de 1692, durante el cual dos tercios de la ciudad se hundieron en las aguas del mar Caribe. Tras este desastre, la actividad comercial de la isla se trasladó a la ciudad de Kingston, actual capital de Jamaica.

## Fundación
Los nativos americanos taínos ocuparon esta área durante siglos antes del asentamiento europeo. Utilizaron la zona, a la que llamaron Caguay o Caguaya, durante sus expediciones de pesca. Aunque no se sabe si alguna vez se asentaron en el lugar, habitaron otras partes de Jamaica.

### Colonización
Los españoles desembarcaron por primera vez en Jamaica en 1494 bajo el liderazgo de Cristóbal Colón. El asentamiento permanente ocurrió cuando Juan de Esquivel trajo un grupo de colonos en 1509. Llegaron en busca de nuevas tierras y recursos valiosos, como oro y plata. En cambio, comenzaron a cultivar y procesar la caña de azúcar. Al igual que los tainos antes que ellos, los españoles no parecían tener mucho uso para el área de Port Royal. Sin embargo, conservaron su nombre taino. España mantuvo el control de Jamaica principalmente para poder evitar que otros países obtuvieran acceso a la isla, que estaba estratégicamente situada dentro de las rutas comerciales del Caribe. España mantuvo el control sobre la isla durante 146 años, hasta que los ingleses tomaron el control tras su invasión de 1655.
La ciudad fue capturada por Inglaterra en 1655 durante la invasión de Jamaica. Hacia 1659 se habían construido doscientas casas, tiendas y almacenes alrededor del fuerte, en 1692 cinco fuertes defendían el puerto. Inicialmente, los ingleses llamaron al lugar Cagway, pero pronto lo rebautizaron como Port Royal. Durante gran parte del período entre la conquista inglesa y el terremoto de 1692, Port Royal fue la capital no oficial de Jamaica, mientras que Spanish Town siguió siendo la capital oficial. En 1872, el gobierno designó a Kingston, la ciudad más grande, como capital.

## Piratería
La base se convirtió pronto en un nido de piratas, pues constituía un lugar perfectamente situado entre las líneas marítimas que unían España con Panamá. Además, la bahía tenía las dimensiones idóneas para resguardar un gran número de barcos y al mismo tiempo permitirles realizar el carenado y otras labores de mantenimiento. Desde Port Royal, Henry Morgan atacó Panamá, Portobelo y Maracaibo. También se instalaron en la ciudad durante algún tiempo piratas famosos como Bartholomew Roberts, Roche Brasiliano, John Davis y Eduard Mansvelt. En lugar de evitar estas «visitas», los británicos estimularon la afluencia de piratas y corsarios a la isla a través de patentes de corso, pues entonces no podían desplegar suficientes tropas en Jamaica como para resistir una eventual invasión española o francesa. Los bandidos del mar se convirtieron así en los principales habitantes, defensores y gobernadores de hecho de la colonia.
En la década de 1660 la ciudad ya era conocida como «la Sodoma del Nuevo Mundo». La gran mayoría de los hombres que la habitaban se dedicaban a la piratería y las mujeres a la prostitución. El escritor Charles Leslie, en su Historia de Jamaica, describía a los piratas de la siguiente manera:

«El vino y las mujeres menguaban su riqueza hasta tal punto... que algunos de ellos llegaban a ser reducidos a la mendicidad. Se sabe que han llegado a gastarse hasta 2 o 3.000 piezas de a ocho en una noche; y uno dio 500 a una prostituta [sólo] por verla desnuda. Acostumbraban a comprar un tonel de vino, ponerlo en una calle, y luego obligar a todo aquel que pasase a beber».

Port Royal creció hasta convertirse en la segunda ciudad más grande y el puerto con mayor tráfico de las colonias británicas. En su época de esplendor contaba con una taberna por cada diez residentes; sólo en julio de 1661 se concedieron 40 licencias para abrir una taberna en la ciudad (a las que probablemente haya que sumar unas cuantas más ilegales). Para finales del siglo XVII, la población había llegado a los 6500 habitantes, quienes, además de los habituales bucaneros y prostitutas, incluían cuatro joyeros, 44 taberneros y un número indeterminado de artesanos y comerciantes, distribuidos en 200 edificios que ocupaban 206 km². 230 barcos visitaron el puerto en 1688. Tal era la riqueza que se encontraba en la ciudad que todos las transacciones se hacían con moneda, en lugar de utilizar el más simple y extendido trueque.
Tras el nombramiento de Henry Morgan en 1674 como gobernador, la vida en Port Royal experimentó algunos cambios. Los piratas ya no fueron necesarios para defender la ciudad y el tráfico de esclavos tomó mayor importancia. Los ciudadanos de las clases altas aborrecían ahora la reputación que había adquirido la ciudad, aunque fuese en gran parte por las acciones que precisamente les habían convertido a ellos en miembros de la alta sociedad. En 1687 Jamaica comenzó a adoptar medidas contra la piratería, tornando lo que hasta entonces había sido un paraíso para los corsarios en un lugar común para su ejecución. En 1722, llegaron a colgarse 41 piratas en menos de un mes. Charles Vane y Jack el Calicó habían encontrado su final en este mismo lugar dos años antes.

## El terremoto de 1692 y sus consecuencias
El 7 de junio de 1692, la ciudad fue golpeada por un gran terremoto que hundió la gran barrera de arena sobre la que se sustentaba en las aguas de la bahía de Kingston. Los tsunamis subsiguientes erosionaron aún más el terreno, sumergiendo para siempre la mayor parte de la ciudad, aunque sin destruirla realmente. Gracias a ello, los arqueólogos submarinos han podido encontrar e investigar edificios prácticamente intactos, tal y como se encontraban en el momento de la catástrofe. Entre 1.000 y 3.000 personas (casi la mitad de la población total) murieron como consecuencia del terremoto y el impacto de las olas gigantes que le siguieron.
El tercio superviviente fue objeto de reconstrucción en los años siguientes, aunque no sin pocos problemas. En 1704 lo que quedaba de la ciudad fue destruido en un gran incendio, y en las décadas siguientes los intentos de reconstrucción se vieron dificultados por el impacto de numerosos huracanes. La sede del gobernador se trasladó a Spanish Town, y el puerto de Kingston acogió entonces el volumen de tráfico marítimo que hasta entonces pasaba por Port Royal.

## Historia reciente
Otro terremoto similar al de 1692 golpeó a la ciudad reconstruida (apenas una sombra de su predecesora) el 14 de enero de 1907, derribando aún más la barrera de arena y sumergiendo nuevas porciones de la ciudad. En la actualidad, Port Royal es una pequeña localidad con menos de 2200 habitantes, sin relevancia comercial o política. No obstante, la fama de la antigua ciudad atrae cada año a más visitantes, lo que ha llevado al Gobierno de Jamaica a plantearse el desarrollo de la zona con vistas a convertirlo en un nuevo centro turístico.